# Titouan Droguet
Titouan Droguet (* 15. Juni 2001 in Villeneuve-Saint-Georges) ist ein französischer Tennisspieler.

## Persönliches
Seine knapp 1,5 Jahre jüngere Schwester Aubane ist ebenfalls Tennisspielerin.

## Karriere
Droguet spielte bis 2019 auf der ITF Junior Tour. Dort konnte er mit Rang 51 seine höchste Notierung in der Jugend-Rangliste erreichen. Bei drei der vier Grand-Slam-Turnier spielte er, doch kam im Einzel und Doppel nie über die zweite Runde hinaus.
Bei den Profis spielte Droguet ab Mitte 2018. Im ersten Jahr konnte er im Doppel bereits sein erstes Finale auf der drittklassigen ITF Future Tour erreichen. Im Einzel stand er 2019 erstmals im Halbfinale, 2020 dann das erste Mal im Finale eines Futures. Der erste Titel gelang Droguet im Dezember 2020 im Doppel, womit er in beiden Konkurrenzen jeweils in die Top 1000 der Weltrangliste einzog. Anfang 2021 qualifizierte er sich in Cherbourg für sein erstes Challenger-Turnier, wo er in der ersten Runde ausschied. Schon bei seinem dritten Challenger in Aix-en-Provence kam er aus der Qualifikation ins Viertelfinale, sein bis dato bestes Ergebnis auf dieser Tour. 2022 gewann er seinen ersten Einzeltitel bei Futures und war im Doppel ebenfalls zweimal erfolgreich. Mit dem Titel im Einzel stieg er auf sein Karrierehoch von Platz 383. Im Doppel schaffte er durch seinen ersten Turniersieg auf der Challenger Tour in Aix-en-Provence, den er mit Kyrian Jacquet holte, einen Sprung bis auf Rang 285 des Doppels.

## Erfolge
| Legende (Anzahl der Siege) |
| Grand Slam                 |
| ATP Finals                 |
| ATP Tour Masters 1000      |
| ATP Tour 500               |
| ATP Tour 250               |
| ATP Challenger Tour (5)    |

### Einzel

#### Turniersiege
| Nr. | Datum         | Turnier             | Belag | Finalgegner       | Ergebnis      |
| --- | ------------- | ------------------- | ----- | ----------------- | ------------- |
| 1.  | 12. Mai 2024  | Francavilla al Mare | Sand  | Jacopo Berrettini | 6:3, 7:64     |
| 2.  | 21. Juni 2025 | Royan               | Sand  | Dimitar Kusmanow  | 4:6, 6:1, 6:4 |

### Doppel

#### Turniersiege
| Nr. | Datum          | Turnier              | Belag    | Partner          | Finalgegner                                  | Ergebnis          |
| --- | -------------- | -------------------- | -------- | ---------------- | -------------------------------------------- | ----------------- |
| 1.  | 8. Mai 2022    | Aix-en-Provence      | Sand     | Kyrian Jacquet   | Nicolás Barrientos Miguel Ángel Reyes Varela | 6:2, 6:3          |
| 2.  | 22. April 2023 | Roseto degli Abruzzi | Sand     | Dan Added        | Jacopo Berrettini Andrea Pellegrino          | 6:2, 1:6, [12:10] |
| 3.  | 16. März 2024  | Székesfehérvár       | Sand (i) | Matteo Martineau | André Göransson Denys Moltschanow            | 4:6, 7:5, [10:8]  |